# استان نور چیچاس
استان نور چیچاس (به اسپانیایی: Provincia de Nor Chichas) یکی از استان‌های بولیوی در بولیوی است که در شهرستان پوتوسی واقع شده‌است. استان نور چیچاس ۸٬۲۰۵ کیلومتر مربع مساحت و ۳۵٬۳۲۳ نفر جمعیت دارد.